# Železnec ztepilý
Železnec ztepilý (Metrosideros excelsa), též pohutukawa, je stálezelená rostlina z čeledi myrtovitých, která je endemitem Nového Zélandu. Je to strom dorůstající až dvacetimetrové výšky, rostoucí převážně na mořském pobřeží. Daří se mu i na suché kamenité půdě (jako první kolonizuje lávová pole), má velmi tvrdé dřevo, které se využívalo na stavbu lodí, a tuhé ochlupené listy. V prosinci tvoří velké jasně červené květy s dlouhými tyčinkami, proto je na Novém Zélandu tradičním symbolem vánočních svátků. (Existuje také kultivar Aurea, jehož květy jsou žluté.) Škůdcem této dřeviny je introdukovaný kusu liščí, který požírá její listy, proto stromů ubývá. Naproti tomu je pohutukawa pro svůj dekorativní vzhled vysazována mimo svoji domovinu v parcích, odkud se šíří jako invazní druh; například v San Franciscu její kořeny poškozují chodníky.